# Торопов, Василий Фёдорович
Василий Фёдорович Торопов (1918 — 7 февраль 2007, Ярославль) — советский партийный, государственный деятель, первый секретарь Ярославского сельского обкома КПСС (1963—1964), председатель Ярославского облисполкома (1964—1979).

## Биография
После окончания Горьковского сельскохозяйственного института с 1942 по 1946 год служил в Советской армии. С 1946 года заведующий элитно-семёноводческим хозяйством колхоза «Страна Советов» Ярославского района.
С 1948 года на партийной и советской работе: заведующий отделом, секретарь Ярославского райкома партии; в 1953—1957 1-й секретарь Нагорьевского районного комитета КПСС (Ярославская область); в 1957—1960 заведующий Отделом партийных органов Ярославского обкома КПСС; в 1960—1961 первый секретарь Ярославского райкома партии, в 1961—1963 секретарь Ярославского областного комитета КПСС.
В 1963—1964 годах — первый секретарь Ярославского сельского обкома КПСС. С 1964 по 1979 год В. Ф. Торопов — председатель Ярославского облисполкома. Депутат Верховного Совета РСФСР 6—9-го созывов.
С 1979 года на пенсии. Написал книгу воспоминаний.

## Государственные награды
Награждён орденом Октябрьской Революции, четырьмя орденами Трудового Красного Знамени, орденом Дружбы народов, многими медалями.

## Сочинение
- Торопов В. Ф. Незабываемое. Записки председателя облисполкома. — Ярославль: Верхняя Волга, 2001. — 176 с. — 1000 экз.